# Isar-Inn-Hügelland

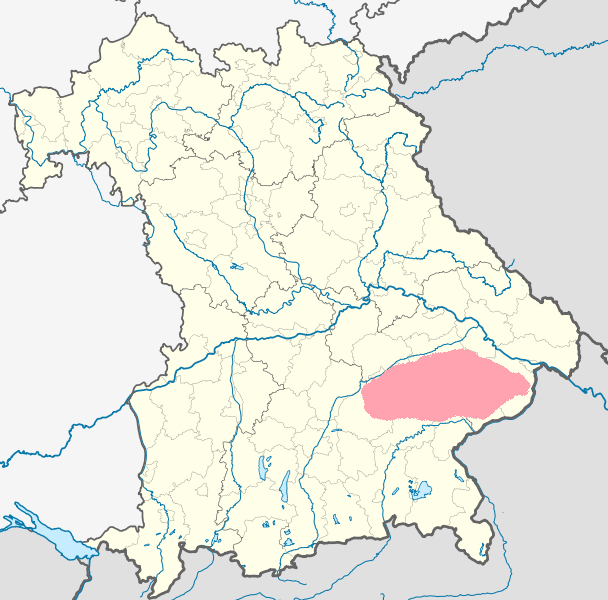
Lage des Isar-Inn-Hügellandes

Das Isar-Inn-Hügelland ist eine naturräumliche Haupteinheit, die sich auf einen großen Teil Niederbayerns und einen kleinen Teil Oberbayerns erstreckt.

## Lage
Beim Isar-Inn-Hügelland handelt es sich um einen Teil des Unterbayerischen Tertiärhügellandes. Es erstreckt sich vom unteren Isartal bis zum unteren Inntal. Die Fläche beträgt etwa 3.650 km². Von den Flüssen Isar und Inn sowie zur unteren Rott ist es durch markante Randstufen meist deutlich abgesetzt. Lediglich zum Neuburger Wald und zur Gegend um Osterhofen finden sich fließende Übergänge. Im Nordwesten setzt es sich fort als Donau-Isar-Hügelland und im österreichischen Innviertel als Inn-Hausruckviertler Berg- und Hügelland.

## Entstehung

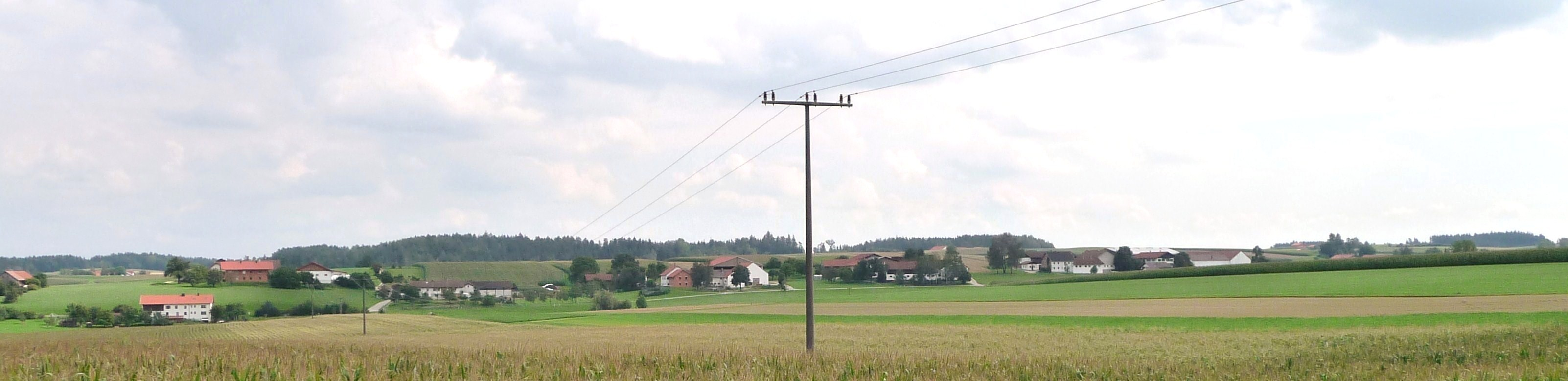
Das Isar-Inn-Hügelland bei Angerstorf

Das Hügelland ist geographisch bereits ein Teil des bayerischen Alpenvorlandes. Während sich im Tertiär die Alpen bildeten, sammelten sich südlich und nördlich davon die Ablagerungen (Molasse). Seine hügelige Form erhielt das Gebiet erst während des Pliozäns.
Während des Tertiärs stießen wiederholt flache Meeresarme über die Burgundische Pforte und das Wiener Becken in das Gebiet vor und lagerten Sande und Mergel hier ab. Die Sedimente der Oberen Süßwassermolasse, die vor 18 bis 10 Millionen Jahren abgelagert wurden, bilden die wellige Oberfläche des Hügellandes. Neben Mergel findet sich besonders Nagelfluh, aus dem häufig die Höhenzüge bestehen.
Während der Eiszeiten blieb das Gebiet eisfrei. Gletscherabwinde bliesen die feinen Partikel aus den Schottermassen ab und lagerten sie an den höherliegenden Teilen des Tertiärhügellandes ab, wodurch der fruchtbare Löss herrührt, die Grundlage der heutigen Landwirtschaft.

## Relief
Die Oberflächengestalt ist im Wesentlichen das Ergebnis der fluviatilen Erosion.
Lediglich die Gebiete zu beiden Seiten der Rott bilden mit ihrem Quarzkonglomerat eine Härteschicht in dem ansonsten vorherrschenden Lockergestein. Im Schellenberg bei Simbach am Inn (550 m) und im Steinkart bei Bad Griesbach im Rottal (525 m) liegen die höchsten Erhebungen. Die tiefsten Landschaftsbestandteile bilden die Unterlaufbereiche der Flüsse Vils und Rott mit etwa 320 m. Charakteristisch für das Hügelland ist das ständige Auf und Ab sanft geschwungener Hügel- und Muldenformen. Die Hügeligkeit nimmt von West nach Ost und an den Rändern des Hügellandes zu, wobei zum Inntal ein größerer Reliefsprung vorhanden ist als zum Isartal.

## Klima
Das Isar-Inn-Hügelland zählt bei einem grundsätzlich subatlantischen Klima zu den kontinentalsten Gebieten in Deutschland. Der nördliche Rand ist mit bis zu 750 mm Jahresniederschlag verhältnismäßig niederschlagsarm, während im Südosten in der Gegend um Tann um 1000 mm gemessen werden können. Grund für diesen Anstieg im Süden sind der Alpenstau und die höhere Lage.

## Böden
Es dominiert die lehmig-sandige Braunerde mit vielfältigen Übergängen zu anderen Bodentypen wie Pseudogley und Podsol. Das Ausgangsmaterial der Bodenbildung ist meist nicht das Tertiärmaterial, sondern die häufig auftretende Löß- oder Lehmüberdeckung.

## Gewässer
Vils und Rott durchziehen das Isar-Inn-Hügelland. Sie haben hier auch ihren Ursprung und entwässern von Südwest nach Nordost bzw. Ost. Die Vils wird im Vilstalsee, die Rott im Rottauensee aufgestaut. Etwa 15 km vor der Mündung nimmt die Vils in einem weiten Becken als ihren größten Zufluss über den Vilskanal die Kollbach auf. An den Randsäumen des Isar-Inn-Hügellandes finden sich auch gefällreiche Bäche in tief eingeschnittenen Tobeln.

## Siedlungsgeschichte

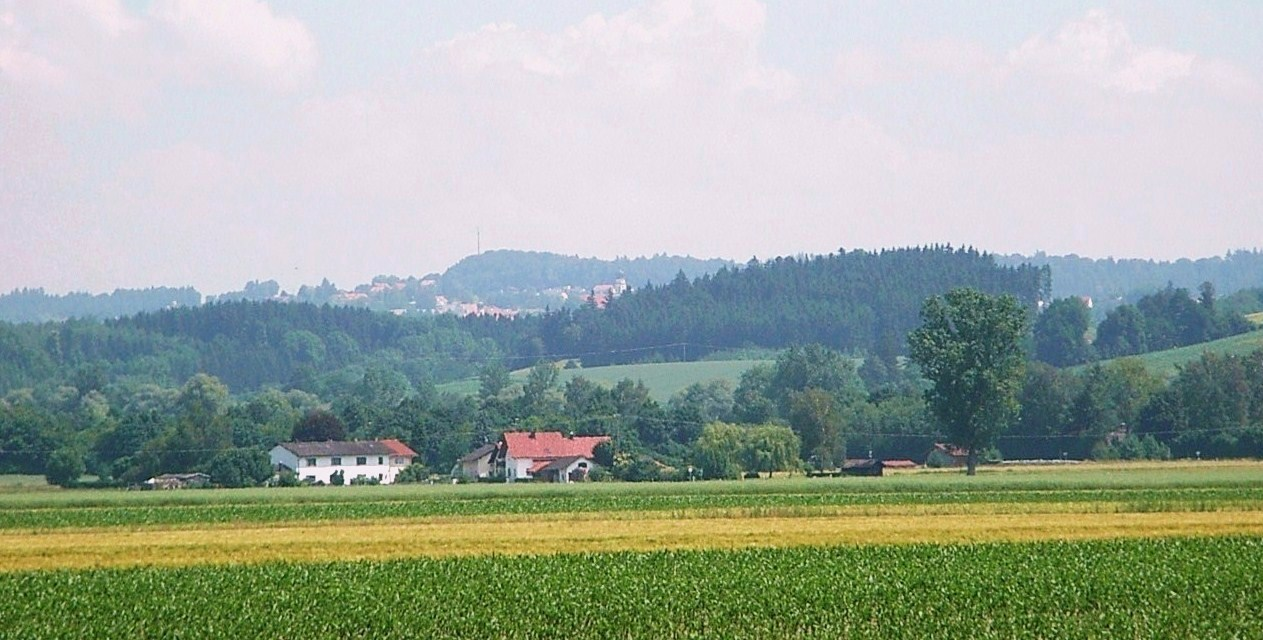
Landschaft im Isar-Inn-Hügelland in der Nähe von Brombach

Die bajuwarische Landnahme des 7. und 8. Jahrhunderts ist von entscheidender Bedeutung für die Entstehung der Kulturlandschaft im Gebiet. Bereits gegen Ende des frühen Mittelalters war das heutige Siedlungsbild weitgehend ausgeprägt. Nach der Jahrtausendwende entstanden zahlreiche Adelssitze. Um etwa 1100 war die Hauptausdehnung der Siedlungsfläche erreicht.
Erst das späte 19. und das 20. Jahrhundert mit Industrialisierung und neuen landwirtschaftlichen Bewirtschaftungstechniken brachten wieder wesentliche Eingriffe in die Kulturlandschaft. 

## Landschaftsbild
Bis zur Gegenwart sind etwa 70 % des Isar-Inn-Hügellandes von kleinteiliger intensiver landwirtschaftlicher Nutzung geprägt. Unter den landwirtschaftlichen Betrieben überwiegen die Futterbaubetriebe.
Der Waldflächenanteil beträgt etwa 25 % und liegt damit deutlich unter dem bayerischen Durchschnitt von etwa 34 %. Besonders in landwirtschaftlich günstigen Lagen wie im Vils- und Rottal liegt der Waldanteil zuweilen bei nur 10 %. Die höchsten Waldanteile werden am Südrand mit etwa 30 % erreicht. In den vorhandenen Waldbeständen dominiert die Fichte. Vor allem an der Inn- und Isarleite gibt es vereinzelt noch Rotbuchenwälder (z. B. an der Dachlwand), an Rott und Vils auch Reste von Eichenwäldern.
Größere Orte sind Pfarrkirchen, Eggenfelden, Vilsbiburg, Bad Griesbach im Rottal und Ortenburg. Touristische Bedeutung hat vor allem das Bäderdreieck.